# Puss/Oh, The Guilt
Puss/Oh, The Guilt – split-single grunge'owego zespołu Nirvana i rockowego Jesus Lizard wydany w lutym 1993 roku. Utwór „Puss” wykonywany przez The Jesus Lizard, natomiast „Oh, The Guilt” – przez Nirvanę. „Puss / Oh, The Guilt” został wydany jako singel tylko w Anglii i doszedł do 12 miejsca na listach przebojów.
Utwór Nirvany został wyprodukowany przez Barretta Jonesa i nagrany 7 kwietnia 1992 roku w Seattle. Został umieszczona w zestawie With the Lights Out i na albumie Sliver: The Best of the Box. 

## Miejsce na listach przebojów
| Rok  | Single             | Lista                     | Miejsce |
| ---- | ------------------ | ------------------------- | ------- |
| 1993 | Puss/Oh, the Guilt | Official UK Singles Chart | No. 12  |